# Шахтахтинский, Магомедэмин Габибулла оглы
Шахтахтинский, Магомедэмин Габибулла оглы (10 июля 1932, Баку — 2011) — доктор физико-математических наук, Действительный член Национальной академии наук Азербайджана (1989), заслуженный деятель науки Азербайджанской Республики, профессор.

## Биография
- М. Шахтахтинский родился 10 июля 1932 года в г. Баку.
- Окончив школу в 1950 году поступил в Московский Энергетический институт на факультет радиотехники закончив его в 1956 г.
- С 1956 г. начал работать в Институте физики НАН Азербайджана

## Деятельность

### Трудовая деятельность
- В 1956 г. начал трудовую деятельность в Институте физики НАН Азербайджана и до конца жизни проработал там на различных должностях.[3]
- В 1961 г. — младший научный сотрудник ин-та
- В 1968 г. — старший научный сотрудник ин-та
- С 1968—1987 гг. — заведующий лабораторией ин-та
- С 1987 года — заведующий отделом института НАН Азербайджана

### Научная деятельность
Ученый исследовал механические, тепловые, электрические, электро- и термолюминесцентные свойства таких важных композитов, как металлические системы, диэлектрики и полупроводники, проводил комплексное исследование электронно-ионных и релаксационных процессов. М. Шахтахтинский заложил основу нового научного направления — физики композиционных структур.
М. Шахтахтинский — автор более 250 научных статей, 60 изобретений.

## Ученые звания
- 1960 г. — кандидат физических наук
- 1968 г. — доктор физических наук
- 1971 г. — профессор
- 1981 г. — член-корреспондент НАН Азербайджана
- 1989 г. — действительный член Национальной Академии наук Азербайджана
- 1991 г. — президент Азербайджанского общества физики и вице-президент Евразийского общества физики

## Награды
- Заслуженный деятель науки Азербайджана
- Орден «Слава» Азербайджанской Республики